# Sveti Ambrozije
Sveti Ambrozije (lat. Aurelius Ambrosius; Trier, oko 340. – Milano, 4. travnja 397.), biskup, crkveni naučitelj, vodeći pisac crkvenih himni i svetac.

## Životopis
Rodio se vjerojatno u gradu Trieru oko 339. godine. Potjecao je iz veoma ugledne rimske obitelji. Otac mu je bio visoki carski činovnik u Galiji. Ambrozije je studirao u Rimu govorništvo i pravo. Oko 370. godine postao je guverner (legatus consularis) u sjevernoj Italiji sa sjedištem u Milanu. Kad je u tom gradu umro arijanski biskup Auksencije, kler i narod jednodušno su izabrali Ambrozija za njegova nasljednika na biskupskoj stolici, premda je bio tek katekumen, tj. pripravnik za sveto krštenje.
Ambrozije se dao krstiti, a u roku od 8 dana primio je sve redove sve do biskupskoga. Pod vodstvom svećenika Simplicijana, koji će ga kasnije naslijediti, radio je ozbiljno oko toga da stekne što temeljitiju teološku izobrazbu studirajući osobito grčke svete oce. Kao biskup istakao se osobito u poučavanju svoga stada, u obrani Crkve protiv poganstva, arijanstva, naučavanja što je nijekalo Kristovo božanstvo, te protiv drugih hereza. Bio je vrstan i utjecajan savjetnik i pomoćnik careva: Gracijana, koji se prvi od rimskih careva odrekao naslova "vrhovni svećenik", Valentinijana II. i Teodozija Velikog, koji je kršćanstvo proglasio državnom vjerom, a poganstvo zakonom zabranio. Arijanstvo je osuđeno nakon koncila održanog u Akvileji na kojem je predsjedavao sveti Ambrozije. Akvilejski koncil se održao 381. godine.
Ambrozije je, također, bio velik pobornik neovisnosti Crkve o državnoj vlasti, izbjegavajući ipak sukobe s državom, no, kad se radilo o pravdi i zakonu, bio je neumoljiv. Tako je prisilio cara Teodozija da čini pokoru što je u naglosti skrivio strahovit pokolj u Solunu god. 390. Sam veliki car morao je priznati da je Ambrozije jedini prelat koji je dostojan imena biskup. Svoju literarnu djelatnost razvio je sv. Ambrozije ponajviše u propovijedi i katehezi, kojima se posvećivao svim žarom svoga pastirskog bića. Mnogo je tumačio i Sveto pismo općenito u prenesenom i mističnom značenju, izvodeći iz njega moralne pouke za život. Pisao je i dogmatske te polemičke spise o vjeri, o Duhu Svetome, o otajstvima, o pokori, o sakramentima. 
Sv. Ambrozije, koji je godine 374. bio posvećen za milanskog biskupa, umro je u istom gradu 4. travnja 397. pun zasluga za svoju biskupiju, a i za opću Crkvu. Ljubav i briga za dobro Crkve nagnala ga je na putovanje čak u naše krajeve u stari Sirmium, današnju Srijemsku Mitrovicu. Kad je, naime, čuo da je ondje umro biskup Germinije, došao je uplesti se u izbor novoga biskupa jer je prijašnji bio zatrovan arijanizmom i tek se pred smrt pomirio s Bogočovjekom. Carica Justina nastojala je omesti Ambrozija u tom časnom poslu pa je nahuškala arijanske žene u Sirmiju da navale na Ambrozija. I zbilja, navalile žene na Ambrozija. Jedna ga je djevojka usred crkve dohvatila, počela mu trgati misno ruho, vući ga od oltara među žene, gdje su ga čekale šake i oštri nokti. Ali Ambrozije, malen i krhak kakav je bio, okrene se i dostojanstveno pozove djevojku na red: "Ako sam i nedostojan svećeništva, tebi ipak ne priliči na bilo kojega svećenika stavljati ruku! Boj se suda Božjega!" Ambrozijev tajnik Paulin zabilježio je da je ta djevojka malo poslije toga umrla i sutradan ju je sam Ambrozije otpratio na groblje. Za sirmijskog biskupa izabran je zaslugom svetog Ambrozija pravovjerni Anemije, čovjek nicejske vjeroispovijesti, koja priznaje i ispovijeda Kristovo božanstvo.

## Djela
Među značajna djela sv. Ambrozija valja spomenuti nekoliko veoma potresnih posmrtnih govora, kao što su njegovu bratu Satiru, caru Valentinijanu II. i Teodoziju Velikom. Od sv. Ambrozija sačuvana su također brojna pisma, divni uskrsni himan "Exsultet", koji se toliko svidio velikom kršćaninu Paulu Claudelu, da su mu pred njim "glasovi Pindara i Sofokla postali dosadni". Sv. Ambrozije istakao se, napokon, i kao pjesnik himana, tako ga s pravom nazivaju "ocem latinskoga himna". Njegovi jasni, krepki stihovi, upravo su kao stvoreni za pjevanje pa su stoga i ušli u kršćansko bogoslužje, postavši prave pučke pjesme, uzor pjesništvu te vrste na Zapadu. Slušajući snažne Ambrozijeve propovijedi, obratio na kršćanstvo veliki sveti Augustin. 

## Vanjske poveznice
Ostali projekti
|  | Zajednički poslužitelj ima još gradiva o temi Sveti Ambrozije |
|  | Wikicitati imaju zbirke citata o temi Sveti Ambrozije         |

Mrežna mjesta
- Ambrozije, sv. Hrvatska opća enciklopedija
- Molitve svetog Ambrozija prije mise, za svaki dan u tjednu